# Liste der Kulturgüter in Blonay – Saint-Légier
Die Liste der Kulturgüter in Blonay – Saint-Légier enthält alle Objekte in der Gemeinde Blonay – Saint-Légier im Kanton Waadt, die gemäss der Haager Konvention zum Schutz von Kulturgut bei bewaffneten Konflikten, dem Bundesgesetz vom 20. Juni 2014 über den Schutz der Kulturgüter bei bewaffneten Konflikten sowie der Verordnung vom 29. Oktober 2014 über den Schutz der Kulturgüter bei bewaffneten Konflikten unter Schutz stehen.
Objekte der Kategorien A und B sind vollständig in der Liste enthalten, Objekte der Kategorie C fehlen zurzeit (Stand: 13. Oktober 2021).

## Kulturgüter
| Foto |                                                                                                  | Objekt | Kat. | Typ | Standort                                             | Beschreibung |
| ---- | ------------------------------------------------------------------------------------------------ | --- | ---- | --- | ---------------------------------------------------- | ------------ |
| ja   | Datei hochladen · Wikidata zu Schloss Blonay (Q684917)                                           | Schloss Blonay mit Bauernhof und Brunnen / Château de Blonay avec ferme et fontaine KGS-Nr.: 5956                                    | A    | G   | Blonay, Chemin du Château 28 557862 / 146618         |              |
| ja   | Datei hochladen · Wikidata zu Schloss Hauteville (Q2968251)                                      | Schloss Hauteville mit Nebengebäuden / Château d’Hauteville avec dépendances KGS-Nr.: 6482                                           | A    | G   | Saint-Légier, Chemin des Boulingrins 556200 / 146342 |              |
| ja   | Datei hochladen · Wikidata zu Reformierte Kirche Notre-Dame (Q3586113)                           | Reformierte Kirche Notre-Dame und Friedhof / Église réformée Notre-Dame et cimetière KGS-Nr.: 6483                                   | A    | G   | Saint-Légier, Chemin de l’Église 10 557400 / 146823  |              |
| ja   | Datei hochladen · Wikidata zu Museumsbahn Blonay–Chamby einschliesslich Bahnhof Blonay (Q502025) | Museumsbahn Blonay–Chamby einschliesslich Bahnhof Blonay / Chemin de fer-musée Blonay-Chamby y compris gare de Blonay KGS-Nr.: 14669 | B    | G   | Blonay, Route de Chaulin 101 558303 / 146178         |              |